# Кільце Нетер
Кільце Нетер — в абстрактній алгебрі це таке асоціативне кільце з одиницею для якого справджується наступне твердження: нехай маємо деяку зростаючу послідовність ідеалів кільця:
{\displaystyle I_{1}\,\subseteq \,I_{2}\,\subseteq \,I_{3}\,\subseteq \,\cdots ,}
тоді існує таке {\displaystyle n} для якого:
{\displaystyle I_{n}\,=\,I_{n+1}\,=\,I_{n+2}\,=\,\cdots .}
Якщо ідеали в означенні ліві, то кільце називається лівим кільцем Нетер, якщо праві  - правим кільцем Нетер. Якщо твердження виконується і для лівих і для правих ідеалів то кільце просто називається кільцем Нетер.
Дані кільця названі на честь німецького математика Еммі Нетер (нім. Emmy Noether).

## Альтернативні означення
Наступні два твердження є еквівалентними до означення кільця Нетер і, відповідно, самі можуть бути означеннями:
- Деяке кільце A є кільцем Нетер тоді й лише тоді коли кожна непуста множина його ідеалів має максимальний елемент.
- Деяке кільце A є кільцем Нетер тоді й лише тоді коли кожен його ідеал є скінченно породженим. Тобто для кожного ідеалу {\displaystyle I} кільця {\displaystyle R} існують такі елементи {\displaystyle a_{1},a_{2},\ldots ,a_{k}\in R}, що {\displaystyle I=\{a_{1}x_{1}+a_{2}x_{2}+\ldots +a_{k}x_{k}:x_{1},x_{2},\ldots x_{k}\in R\}}.

## Приклади
Приклади кілець Нетер:
- Будь-яке поле, зокрема раціональні, дійсні та комплексні числа.
- Кільце цілих чисел.
- Кільце многочленів з скінченною кількістю змінних і цілочисельними коефіцієнтами

чи коефіцієнтами з деякого поля.
Приклади кілець, що не є кільцями Нетер
- Кільце многочленів, з нескінченною кількістю змінних.
- Кільце неперервних функцій з множини дійсних функцій в множину дійсних функцій.

## Властивості
- Теорема Гільберта про базис: для довільного кільця Нетер A кільце многочленів {\displaystyle A[x]} є кільцем Нетер.
- Якщо A є кільцем Нетер то будь-яке фактор-кільце по двохсторонньому ідеалу є кільцем Нетер